# 제17회 금마장
제17회 금마장의 시상식에 관한 내용이다.

## 수상 및 후보

### 작품상
- 조안태북

### 감독상
- 왕국금 수상

### 남우주연상
- 말리화(중국어판) - 왕관웅 수상

### 여우주연상
- 말리화(중국어판) - 실비아 창 수상

### 남우조연상
- 향운붕 수상

### 여우조연상
- 말리화(중국어판) - 소패령 수상

### 촬영상
- 산중전기 - 진준걸 수상